# 维新镇 (重庆市)
维新镇，是中华人民共和国重庆市铜梁区下辖的一个乡镇级行政单位。

## 行政区划
维新镇下辖以下地区：
龙翔社区、新滩村、槐树村、营基村、沿河村、新堰村、双石村和杨柳村。